# Carretera Estatal de Idaho 25
La Carretera Estatal de Idaho 25, y abreviada SH 25 (en inglés: Idaho State Highway 25) es una carretera estatal estadounidense ubicada en el estado de Idaho. La carretera inicia en el este desde la I 84     en Declo hacia el oeste en la I 84     en Jerome. La carretera tiene una longitud de 93,4 km (58.05 mi).

## Mantenimiento
Al igual que las autopistas interestatales, y las rutas federales y el resto de carreteras estatales, la Carretera Estatal de Idaho 25 es administrada y mantenida por el Departamento de Transporte de Idaho por sus siglas en inglés ITD.

## Cruces
La Carretera Estatal de Idaho 25 es atravesada principalmente por la SH 24     en Rupert.